# Претраживање (филм)
Претраживање (енгл. Searching) је филмска мистерија из 2018. године у режији Аниша Чагантија. Постављен у потпуности на екранима рачунара и паметних телефона, филм прати оца (Џон Чо) који покушава да пронађе своју несталу 16-годишњу ћерку (Мишел Ла) уз помоћ полицијске детективке (Дебра Месинг). Први је мејнстрим холивудски трилер у ком главну улогу тумачи азијско-амерички глумац.
Произведен у копродукцији између Сједињених Америчких Држава и Руске Федерације, премијерно је приказан 21. јануара 2018. године на Филмском фестивалу Санденс, док је 24. августа пуштен у биоскопе широм света. Остварио је комерцијални и критички успех, зарадивши преко 75 милиона долара широм света уз буџет од 880.000 долара, уз похвале критичара за режију, глуму, јединствену визуелну презентацију и непредвидиву причу. На додели награда Спирит, Чо је номинован за најбољег глумца у главној улози.
Наставак ће бити приказан 20. јануара 2023. године.

## Радња
Дејвид Ким схвата да му је нестала ћерка Марго која има само 16 година. Почиње локална полицијска истрага коју води детективка Роузмери Вик, али пошто и после 37 сати нема никаквих трагова, Дејвид одлучи да претражи место које нико још није претражио, а где се данас чувају све тајне: рачунар своје кћери
Дејвид тада мора да прати дигиталне трагове своје ћерке како би пронашао пут до ње. Откривајући све више информација о њој, он открива и да је заправо уопште није познавао и да се пре нестанка уплела у мрежу тајни и необјашњивих ситуација.

## Улоге
| Глумац           | Улога          |
| ---------------- | -------------- |
| Џон Чо           | Дејвид Ким     |
| Дебра Месинг     | Роузмери Вик   |
| Мишел Ла         | Марго Ким      |
| Сара Сон         | Памела Нам Ким |
| Џозеф Ли         | Питер Ким      |
| Стивен Мајкл Ајх | Роберт Вик     |
| Рик Сарабија     | Ренди Картоф   |
| Шон О’Брајан     | радио-џокеј    |
| Колин Вудел      | оператер 911   |
| Томас Барбуска   | Коди           |